# Morti nel 1498
| Questa pagina contiene informazioni ricavate automaticamente dalle voci biografiche con l'ausilio del template Bio e di un bot. L'aggiornamento è periodico e automatico e ricostruisce completamente la pagina. Se manca una persona in questa lista, sei pregato di non aggiungerla, ma accertati piuttosto che la sua voce biografica contenga il template Bio e che i dati anagrafici siano correttamente compilati. Se il template Bio manca, inseriscilo tu stesso o, in alternativa, metti l'avviso {{tmp\|Bio}} che ne segnala la mancanza. Se i dati riportati sono sbagliati, correggi direttamente la voce biografica; le modifiche saranno visibili in questa lista entro pochi giorni. Per chiarimenti vedi il progetto biografie. La lista contiene solo le 39 persone che sono citate nell'enciclopedia e per le quali è stato implementato correttamente il template Bio. Pagina aggiornata al 18 giu 2025. |

- 10 gennaio - Nicolò Trevisan, vescovo cattolico italiano (n. 1436)
- 16 gennaio - Francesco Botticini, pittore e artigiano italiano (n. 1446)
- 4 febbraio - Antonio del Pollaiolo, pittore, scultore e orafo italiano
- 12 febbraio - Narbona Dacal
- 22 marzo - Paolo Fregoso, cardinale e arcivescovo cattolico italiano (n. 1430)
- 7 aprile - Carlo VIII di Francia, sovrano francese (n. 1470)
- 8 aprile - Francesco Valori, politico italiano (n. 1438)
- 3 maggio - Çiçek Hatun, ottomana
- 23 maggio - Domenico Buonvicini, monaco cristiano e predicatore italiano
- 23 maggio - Girolamo Savonarola, religioso, politico e predicatore italiano (n. 1452)
- 9 giugno - Pomponio Leto, umanista italiano (n. 1428)
- 22 giugno - Mirkhond, storico persiano (n. 1433)
- 4 luglio - Filippo di Borgogna-Beveren, funzionario francese (n. 1450)
- 14 luglio - Gentile Budrioli, astrologa italiana
- 23 luglio - Bartolomeo Flores, arcivescovo cattolico italiano
- 27 luglio - Vespasiano da Bisticci, scrittore e umanista italiano (n. 1421)
- 23 agosto - Isabella di Trastámara (n. 1470)
- 14 settembre - Giovanni il Popolano, politico italiano (n. 1467)
- 16 settembre - Tomás de Torquemada, religioso spagnolo (n. 1420)
- 18 settembre - Giovanni Battista Savelli, cardinale italiano
- 21 settembre - Marco da Modena, presbitero italiano
- 24 settembre - Cristoforo Landino, umanista, poeta e filosofo italiano (n. 1424)
- 10 ottobre - Antonio Tassino, italiano
- 20 ottobre - Davud Pascià, generale albanese (n. 1446)
- 7 dicembre - Alessandro Hegio, umanista tedesco
- 19 dicembre - Jeanne de Laval, nobile francese (n. 1433)
- Pietro Alemanno, pittore e scultore italiano
- Orsino Benintendi, scultore italiano
- Conte Borella, condottiero, militare e politico italiano
- Bernardo Cennini, orafo e tipografo italiano (n. 1415)
- Mariano da Genazzano, predicatore italiano (n. 1412)
- Piero Del Pugliese, politico e mecenate italiano (n. 1430)
- Enrico I di Münsterberg-Oels, nobile ceco (n. 1448)
- Qvarqvare II Jaqeli, principe georgiano (n. 1416)
- Gianfrancesco Martinengo, condottiero italiano
- Michael Pacher, pittore e intagliatore austriaco
- Antonello Savelli, condottiero italiano (n. 1450)
- Luis de Santángel, politico spagnolo (n. 1435)
- Jost von Silenen, vescovo cattolico svizzero